# Towcester
Towcester es una villa del condado de Northamptonshire, Inglaterra.

## Localización
Se encuentra a 12.9 kilómetros al sureste de Northampton y a 16.1 kilómetros al noreste de Milton Keynes, las ciudades principales más cercanas. Oxford se encuentra a 48.3 kilómetros al sureste.

## Demografía y expansión
La población de Towcester era de 2.743 en el censo de 1961 y ha crecido a 8.856 para el censo de 2001, un crecimiento aproximado anual del 3%. Con los planes actuales de expansión, se estima que para el año 2020 la población crecerá a 20.000 personas.

## Personalidades nacidas en Towcester
- William L. Abingdon, actor de teatro
- William James Dawson (1854–1928), escritor
- Edward Grubb (1740–1816), escultor
- John Meyrick, deportista
- Elliot Parish, futbolista
- Edward Rooker, actor
- David Sharp, entomólogo
- Thomas Shepard (1605 - 1649), ministro
- Graeme Swann (1979), jugador de cricket